# Fortezza di Handaberd
La fortezza di Handaberd è una fortezza che si trova in Azerbaigian, nella ex repubblica di Artsakh (dal 2017 al 2024 denominata repubblica del Nagorno Karabakh), regione di Shahumian.
Sorge sul lato destro rispetto alla strada che da Karvachar, capoluogo provvisorio della regione, conduce a Martakert, nei pressi del villaggio di Nor Getashen.
Si trova in posizione elevata, a 1665 m di altitudine, e la sua costruzione viene fatta risalire al V secolo per quanto nei secoli successivi venne ampliata soprattutto nella cinta muraria.
Della struttura rimane l'impianto essenziale con la cinta muraria ben delineata e le sue torri; è accessibile solo con uno stretto sentiero che si inerpica da fondovalle attraverso il bosco e raggiunge la fortezza sul suo lato orientale mentre quello occidentale (sulla valle) si trova su uno sperone roccioso che di fatto lo rendeva inattaccabile.

## Galleria d'immagini

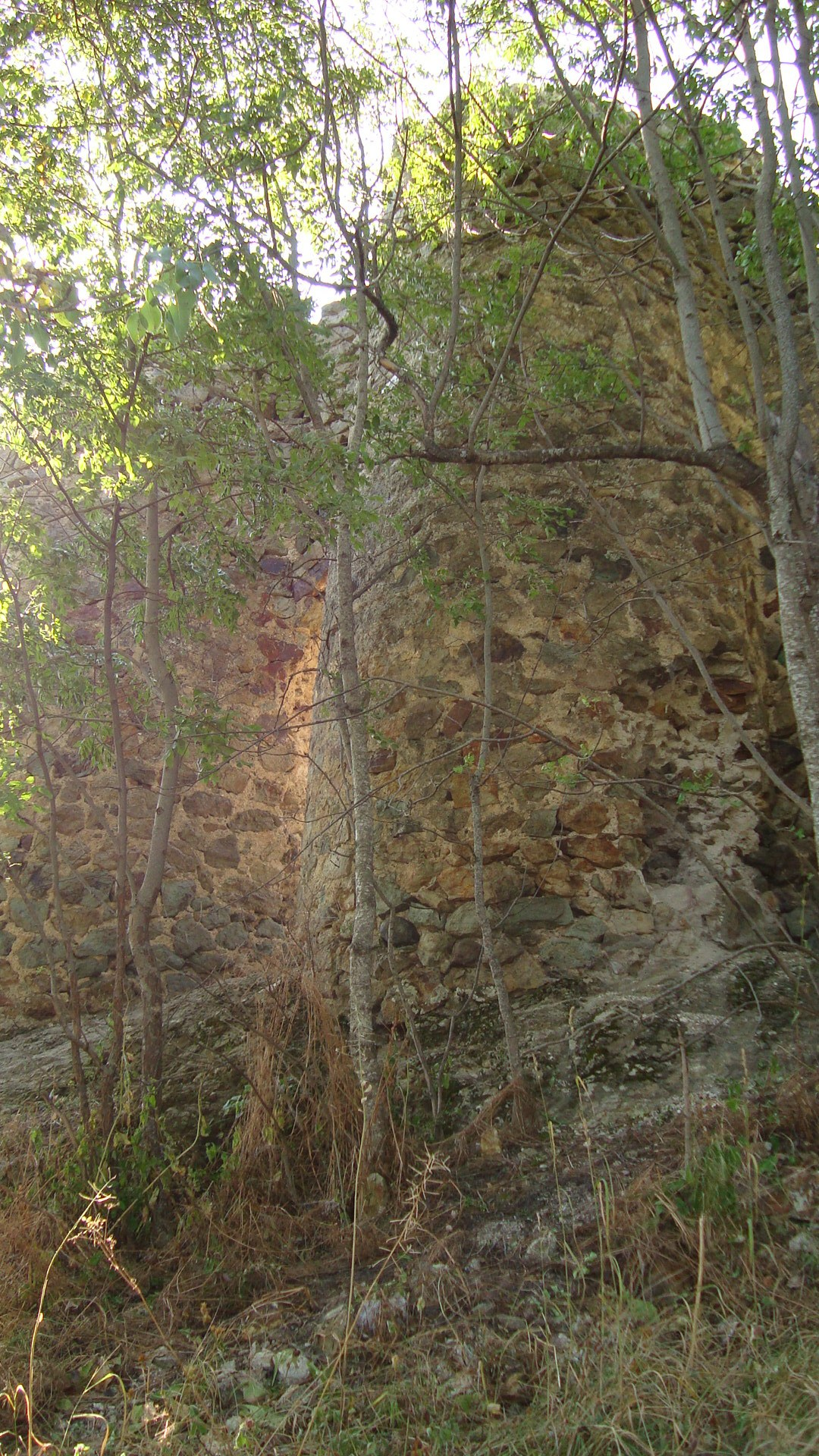
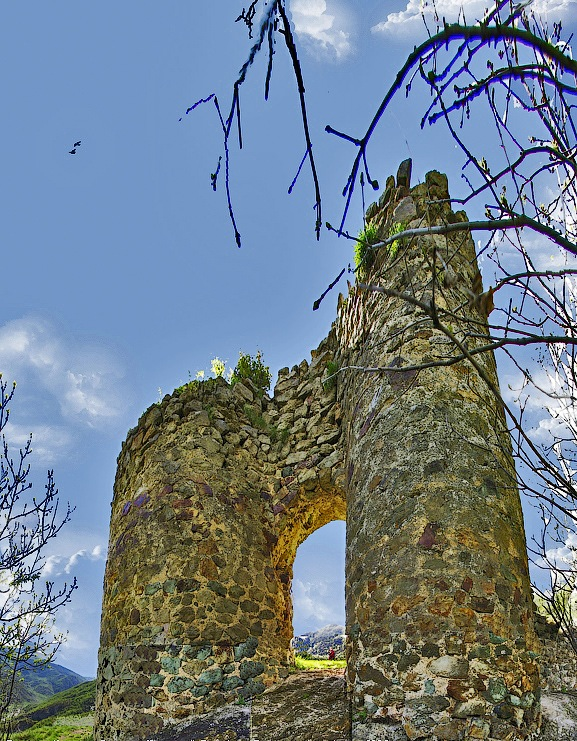
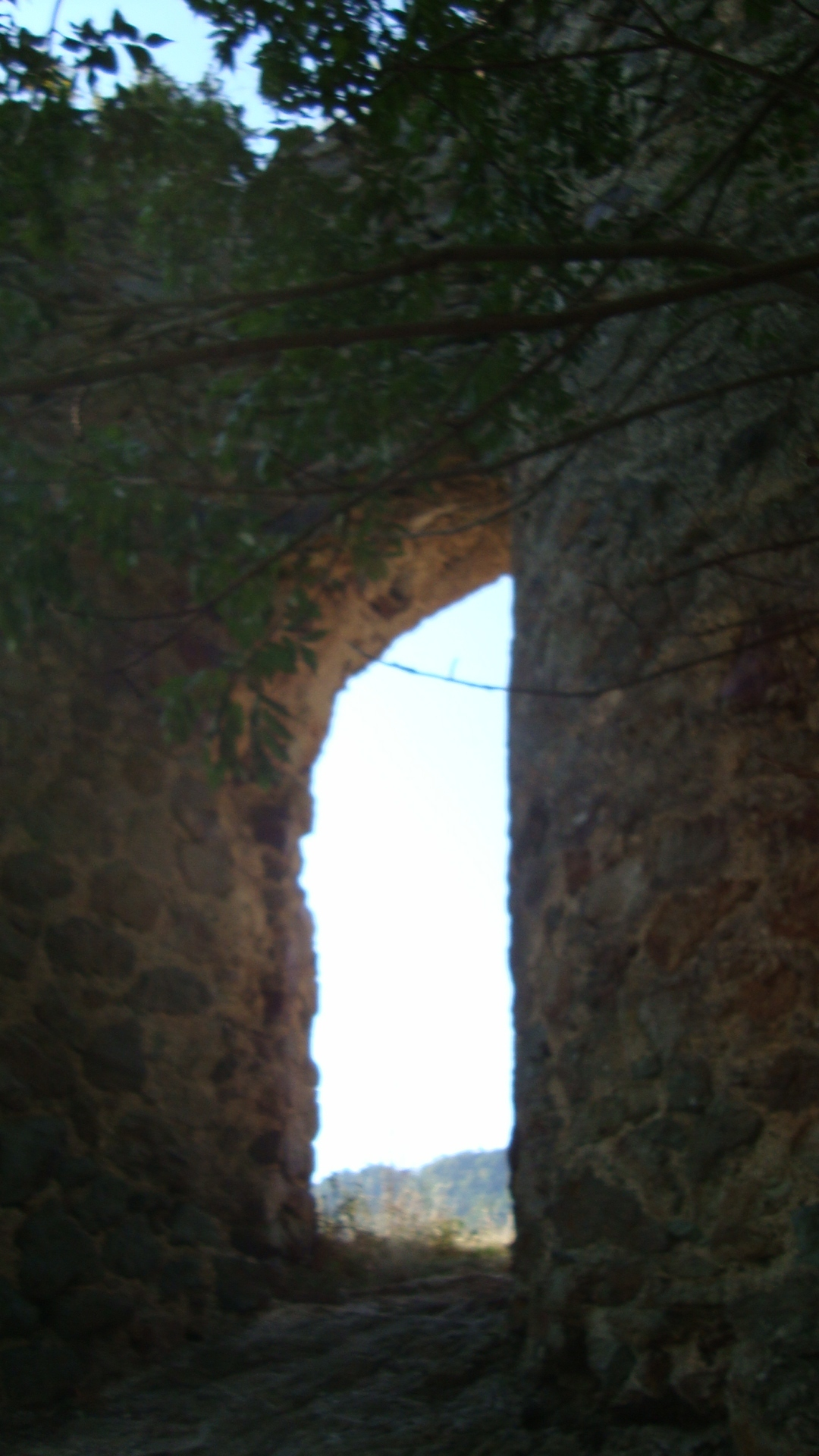
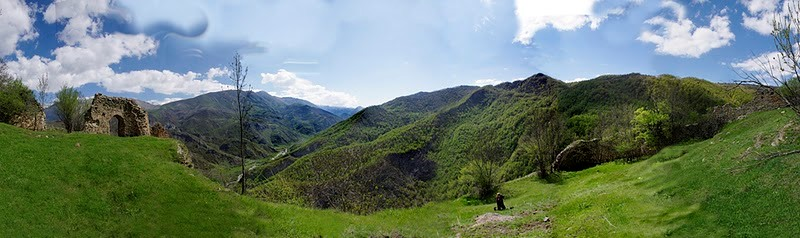
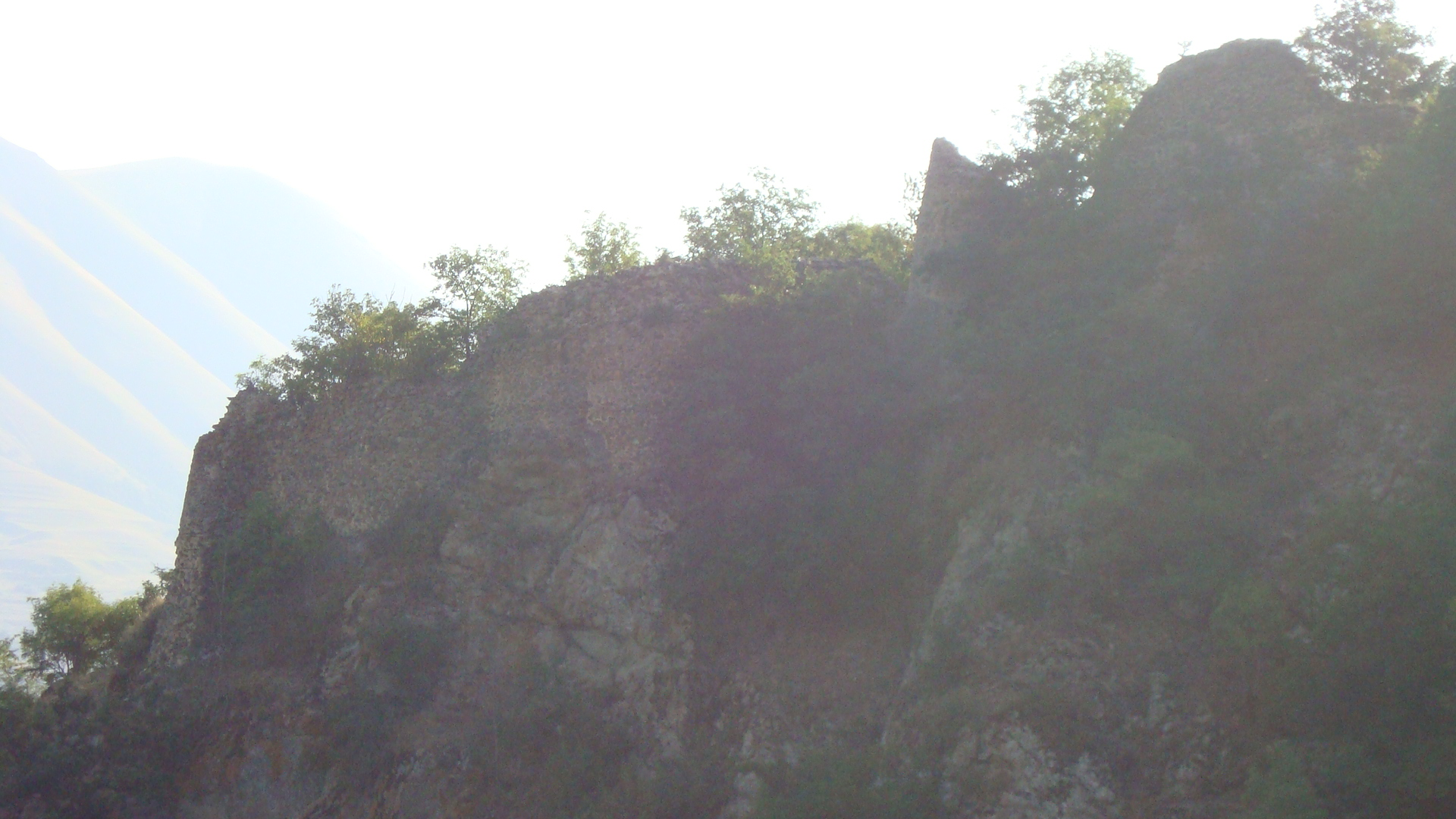